# Elimination Chamber: Toronto
Elimination Chamber: Toronto (được gọi là No Escape ở Đức) là sự kiện đấu vật chuyên nghiệp năm 2025 do công ty WWE của Hoa Kỳ sản xuất. Đây là sự kiện Elimination Chamber lần thứ 15 và diễn ra vào thứ Bảy, ngày 1 tháng 3 năm 2025, tại Rogers Centre ở Toronto, Ontario, Canada. Sự kiện sẽ được phát sóng thông qua hình thức trả tiền theo lượt xem (PPV) và phát trực tiếp và sẽ được tổ chức cho các đô vật từ các thương hiệu Raw và SmackDown. Sự kiện này dựa trên trận đấu Elimination Chamber, một loại trận đấu lồng sắt loại trực tiếp nhiều người trong đó các chức vô địch hoặc cơ hội trong tương lai cho các trận đấu tranh chức vô địch.
Đây sẽ là sự kiện Elimination Chamber đầu tiên tại Toronto và là sự kiện WWE đầu tiên được tổ chức tại Rogers Centre kể từ WrestleMania X8 năm 2002 khi sự kiện này vẫn được gọi là SkyDome. Đây cũng sẽ là sự kiện Elimination Chamber thứ hai tại Canada sau sự kiện năm 2023 và là sự kiện Elimination Chamber thứ tư liên tiếp được tổ chức bên ngoài Hoa Kỳ. Đây cũng sẽ là lần xuất hiện cuối cùng của John Cena tại Elimination Chamber do anh ấy sẽ giải nghệ đấu vật chuyên nghiệp vào cuối năm 2025.

## Thông tin chi tiết

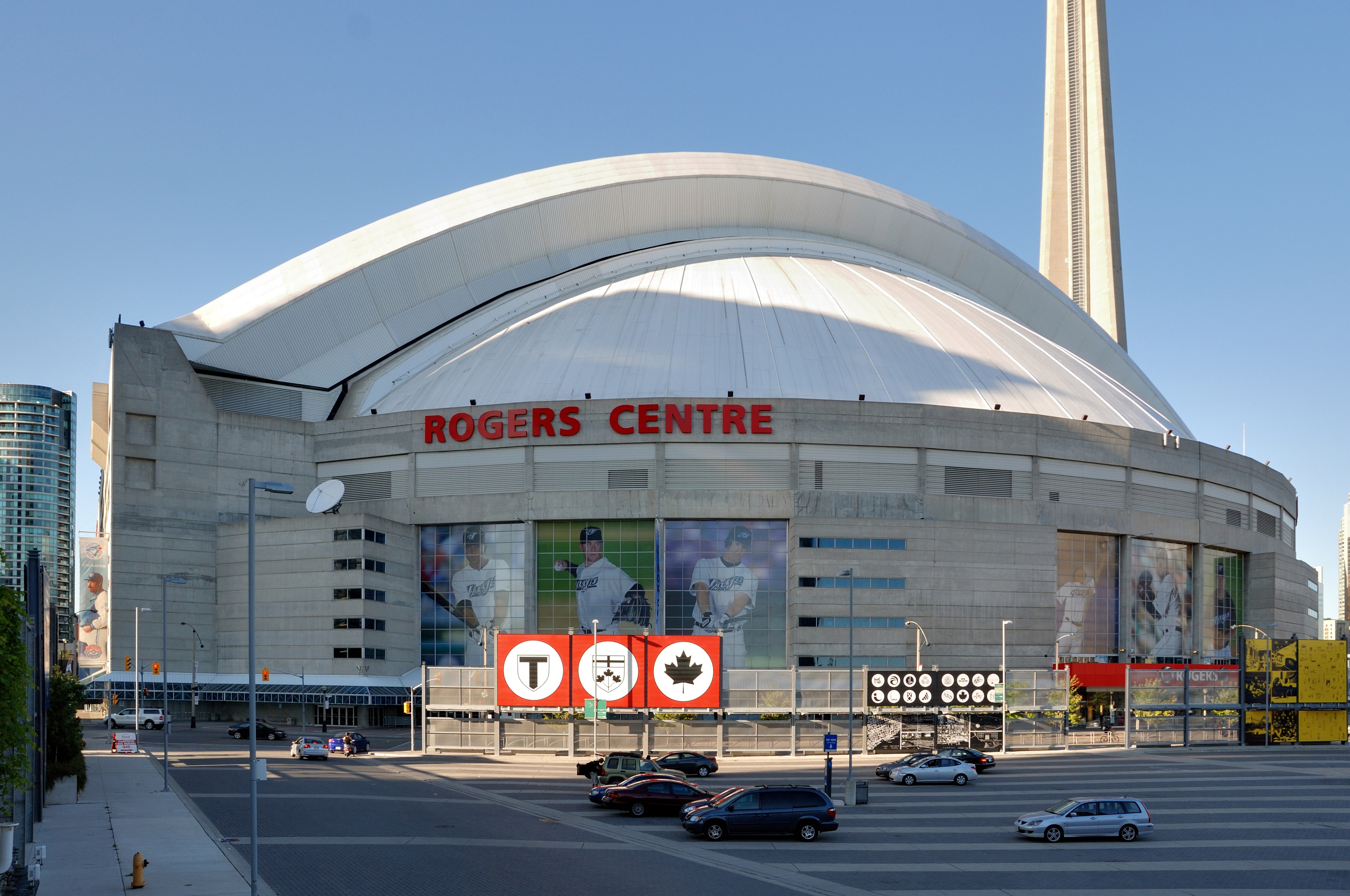
Sự kiện Elimination Chamber năm 2025 được tổ chức tại Rogers Centre ở Toronto, Ontario, Canada, đây sẽ là sự kiện đầu tiên của WWE tại sân vận động này kể từ WrestleMania X8 năm 2002.

Elimination Chamber là sự kiện đấu vật chuyên nghiệp đầu tiên do WWE của Hoa Kỳ sản xuất vào năm 2010. Sự kiện này được tổ chức hàng năm kể từ đó, ngoại trừ năm 2016, thường là vào tháng 2. Khái niệm của sự kiện này là một hoặc hai trận đấu tâm điểm được tranh tài bên trong lồng sắt Elimination Chamber, đây là loại trận đấu Steel Cage loại trực tiếp nhiều người trong đó chức vô địch hoặc cơ hội trong tương lai cho các trận đấu tranh chức vô địch.
Được công bố vào ngày 8 tháng 11 năm 2024, sự kiện Elimination Chamber lần thứ 15, có tên là Elimination Chamber: Toronto, diễn ra vào thứ Bảy, ngày 1 tháng 3 năm 2025, tại Rogers Centre ở Toronto, Ontario, Canada và sẽ có sự góp mặt của các đô vật từ các thương hiệu Raw và SmackDown. Đây là sự kiện Elimination Chamber thứ hai được tổ chức tại Canada sau năm 2023 và là sự kiện thứ tư liên tiếp được tổ chức bên ngoài Hoa Kỳ sau các sự kiện năm 2022, 2023 và 2024 được tổ chức lần lượt tại Ả Rập Xê Út, Canada (Montreal) và Úc. Đây là sự kiện đầu tiên của WWE được tổ chức tại Rogers Centre kể từ WrestleMania X8 năm 2002 khi sân vận động này có tên gọi trước đây là SkyDome. Đây cũng là sự kiện Elimination Chamber thứ hai có phụ đề được đặt theo tên thành phố chủ nhà và diễn ra ở địa điểm ngoài trời, cả hai đều sau năm 2024.
Sự kiện phát sóng theo hình thức trả tiền theo lượt xem trên toàn thế giới và có sẵn để phát trực tiếp trên Peacock tại Hoa Kỳ, Netflix tại hầu hết các thị trường quốc tế và WWE Network tại bất kỳ quốc gia nào còn lại chưa chuyển sang Netflix do các hợp đồng đã có từ trước. Đây là lần đầu tiên Elimination Chamber phát trực tiếp trên Netflix sau khi WWE Network sáp nhập theo dịch vụ này vào tháng 1 năm 2025 tại các khu vực đó. Rogers Communications, chủ sở hữu của Rogers Centre, là đối tác lâu năm của WWE và công ty mẹ TKO, là đối tác phát sóng và phân phối WWE Network tại Canada từ năm 2014 đến năm 2024 và tiếp tục là đối tác phát sóng tại Canada của chương trình quảng bá võ thuật hỗn hợp đồng sở hữu Ultimate Fighting Championship (UFC), công ty chị em của WWE trực thuộc TKO.
Vào năm 2011 và kể từ năm 2013, sự kiện này đã được quảng bá là "No Escape" ở Đức vì người ta lo ngại rằng cái tên "Elimination Chamber" có thể khiến mọi người nhớ đến các Phòng hơi ngạt được sử dụng trong cuộc diệt chủng Holocaust.

## Tổ chức
| Vai trò:                         | Tên:              |
| -------------------------------- | ----------------- |
| Bình luận viên tiếng Anh         | Michael Cole      |
| Bình luận viên tiếng Anh         | Pat McAfee        |
| Bình luận viên tiếng Anh         | Wade Barrett      |
| Bình luận viên tiếng Tây Ban Nha | Marcelo Rodríguez |
| Bình luận viên tiếng Tây Ban Nha | Jerry Soto        |
| Thông báo viên sàn đấu           | Alicia Taylor     |
| Trọng tài                        | Danilo Anfibio    |
| Trọng tài                        | Jason Ayers       |
| Trọng tài                        | Dan Engler        |
| Trọng tài                        | Dallas Irvin      |
| Trọng tài                        | Daphanie LaShaunn |
| Trọng tài                        | Eddie Orengo      |
| Trọng tài                        | Chad Patton       |
| Trọng tài                        | Charles Robinson  |
| Trọng tài                        | Ryan Tran         |
| Trọng tài                        | Rod Zapata        |
| Phỏng vấn viên                   | Cathy Kelley      |
| Phỏng vấn viên                   | Byron Saxton      |
| Người điều khiển trước trận đấu  | Jackie Redmond    |
| Người điều khiển trước trận đấu  | Big E             |
| Người điều khiển trước trận đấu  | Peter Rosenberg   |
| Người điều khiển trước trận đấu  | Joe Tessitore     |

### Các trận đấu khác

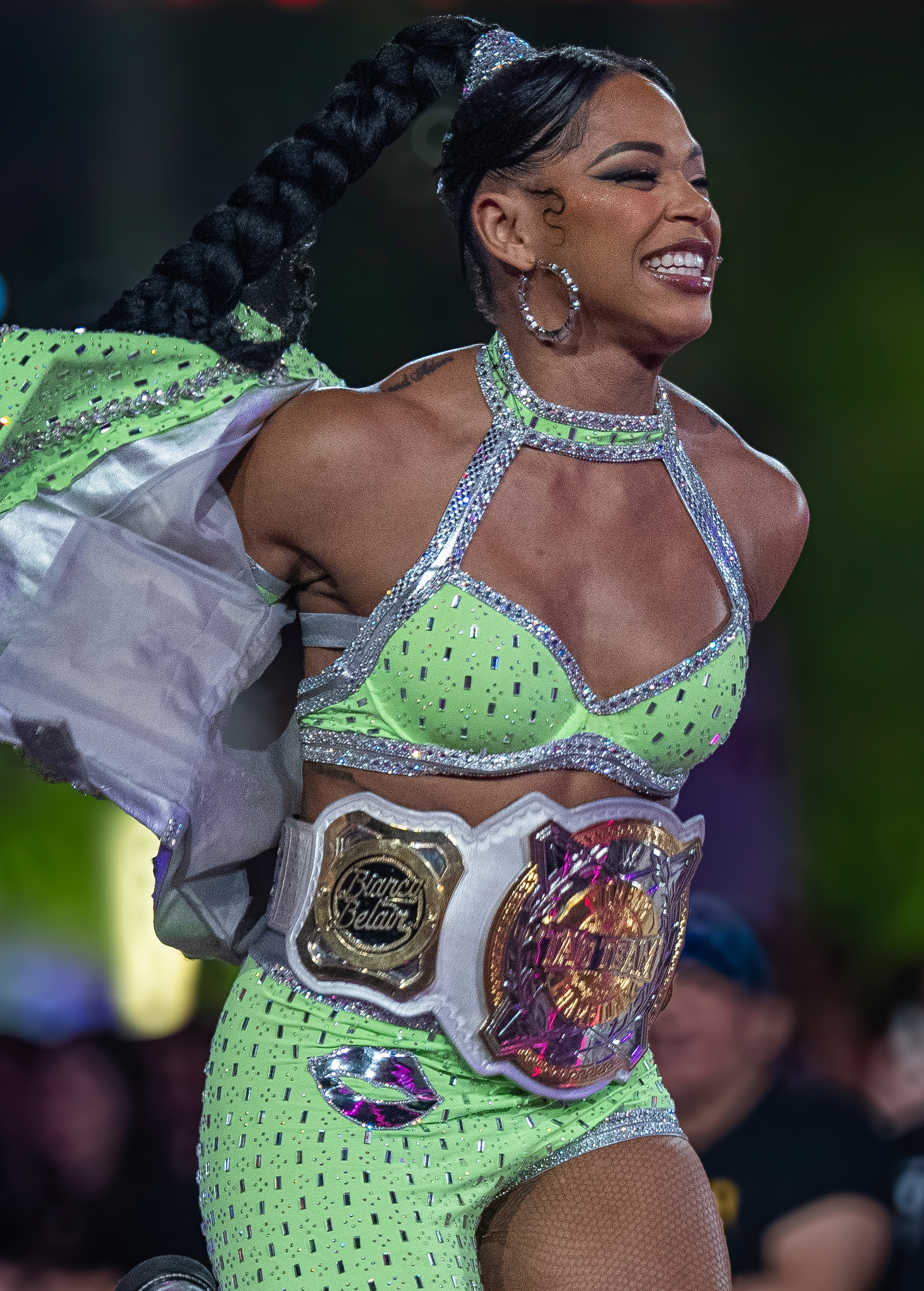
Bianca Belair giành chiến thắng trong trận đấu Elimination Chamber nữ lần thứ 2 trong sự nghiệp.

Sự kiện bắt đầu với trận đấu Elimination Chamber nữ, nơi người chiến thắng sẽ giành suất tham dự trận đấu tranh đai dành cho nữ tại WrestleMania 41. Liv Morgan và Naomi là người mở màn trận đấu. Trước khi trận đấu chính thức bắt đầu, Jade Cargill đã trở lại sau chấn thương do một cuộc tấn công vào tháng 12 được cho là do Liv Morgan và Raquel Rodriguez thực hiện, nhưng thay vào đó, Cargill đã tấn công Naomi một cách tàn bạo, xác nhận rằng Naomi mới là người thực sự tấn công cô vào thời điểm đó. Cargill đập Naomi vào buồng giam của Bianca Belair rồi đập cửa ra vào buồng giam vào Naomi trước khi rời đi. Sau đó, trận đấu chính thức bắt đầu và Morgan chế nhạo Belair khi Naomi được thông báo là không còn khả năng thi đấu nữa và do đó bị loại. Belair bước vào tiếp theo, theo sau là Roxanne Perez. Người tham gia thứ năm là Bayley và người cuối cùng bước vào là Alexa Bliss. Perez đập Bayley vào tường buồng. Cô ấy đã cố gắng thực hiện cú moonsault, nhưng Bayley đã phản công. Cô ấy đã thực hiện đòn Rose Plant, nhưng Morgan đã thực hiện Oblivion vào Bayley để loại cô ấy. Morgan sau đó tiến đến nóc của buồng giam, nơi Belair sử dụng bím tóc của mình để quất Morgan và ném cô ấy xuống sàn đấu. Belair thực hiện cú crossbody vào Morgan, Perez và Bliss. Morgan và Perez powerbomb Belair và Bliss từ trên đỉnh của thanh giằng. Perez đã bị loại sau cú codebreaker của Morgan và Twisted Bliss của Bliss. Belair thực hiện cú  Kiss of Death vào Bliss, người đã đánh bay Morgan. Morgan tung cú Sister Abigail vào Bliss để gần như hạ gục. Bliss đã bị loại khi Morgan ghim cô ấy bằng cú jackknife cover. Sau đó, Morgan sử dụng bím tóc của Belair để đập cô ấy vào tường phòng để gần như hạ gục. Belair thực hiện cú Spear vào Morgan để gần như hạ gục. Cuối cùng, sau khi trao đổi các đòn phản công, Belair đã phản công Oblivion của Morgan và thực hiện cú Kiss of Death để giành chiến thắng trong trận đấu. Sau trận đấu, Women's World Champion lúc bấy giờ là Rhea Ripley và bây giờ là Iyo Sky, người đã thách đấu Ripley để giành danh hiệu trong tập Raw ngày 3 tháng 3, đã đối đầu với Belair trên sân khấu.
Trong trận đấu thứ hai, Trish Stratus và WWE Women's Championship Tiffany Stratton đấu với Nia Jax và Candice LeRae. Trong phần cao trào, Stratus thực hiện đòn Stratusfaction trên dây thừng lên Jax và Stratus cố gắng đè Jax. LeRae cố gắng phá thế đè bằng đòn Lionsault, tuy nhiên, Stratus tránh ra và LeRae tấn công Jax. Sau đó, Stratton thực hiện đòn Prettiest Moonsault Ever lên Jax để giành chiến thắng trong trận đấu.
Trận đấu thứ ba là trận đấu unsanctioned giữa Sami Zayn và Kevin Owens. Trong suốt trận đấu, họ sử dụng nhiều loại vũ khí khác nhau và chiến đấu khắp đấu trường, nhưng họ vẫn tiếp tục trận đấu. Owens thực hiện đòn Fisherman's Buster vào Zayn qua một cái bàn và gần như hạ gục được đối thủ. Zayn thực hiện cú Helluva Kick vào Owens và gần như hạ gục được đối thủ. Zayn lấy một chiếc ghế thép gai và dùng nó để chống lại Owens. Zayn đặt chiếc ghế lên trên hai chiếc ghế khác và thực hiện cú Blue Thunderbomb vào Owens qua chiếc ghế đó và gần như hạ gục được đối thủ. Owens thực hiện nhiều đòn Powerbomb vào Zayn lên sàn đấu để giành chiến thắng trong trận đấu. Sau trận đấu, Owens để lộ bê tông và cố gắng gây thêm sát thương cho Zayn khi Randy Orton xuất hiện và thực hiện cú RKO vào Owens. Sau đó, Orton thực hiện cú Punt Kick, nhưng bị lực lượng an ninh ngăn lại trong khi Owens rút lui. Sau đó, Orton thực hiện RKO vào bốn nhân viên an ninh.

### Trận đấu tâm điểm

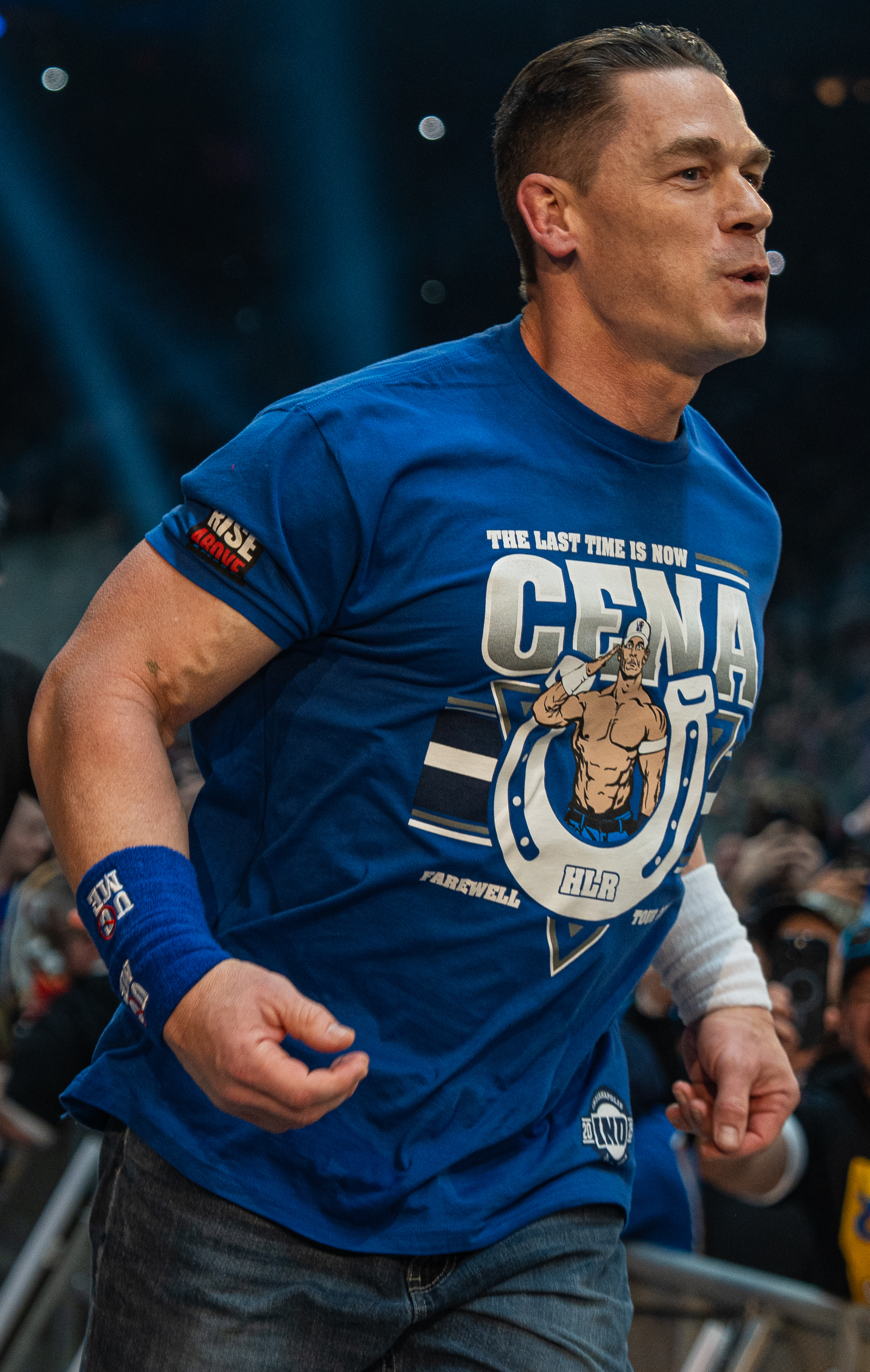
John Cena giành chiến thắng trong trận đấu Elimination Chamber nam lần thứ tư và cũng là lần cuối cùng trong sự nghiệp của mình, sau đó trở thành kẻ phản diện lần đầu tiên sau gần 22 năm trước Undisputed WWE Championship Cody Rhodes sau trận đấu, liên kết với The Rock.

Trận đấu tâm điểm là trận đấu Elimination Chamber nam để xác định người thách đấu Cody Rhodes cho chức vô địch Undisputed WWE Championship tại WrestleMania 41. Drew McIntyre và Seth "Freakin" Rollins bắt đầu trận đấu. McIntyre chế ngự Rollins, bao gồm cả việc đưa cổ họng anh ta vào phần hở của một thanh giằng. Damian Priest vào thứ ba, tiếp theo là Logan Paul. Sau khi Priest chế ngự, Paul thực hiện một cú đấm may mắn vào Priest và đập anh ta xuống sàn. Rollins thực hiện một cú đá siêu mạnh vào Paul để gần như hạ gục đối thủ. John Cena vào thứ năm và thực hiện các động tác đặc trưng của mình lên đối thủ. McIntyre thực hiện một cú Claymore Kick vào Cena trước khi Priest hạ gục anh ta bằng một cú rollup. McIntyre thực hiện một cú Claymore Kick vào Priest trước khi rời đi. Paul thực hiện một cú Frog Splash vào Priest để loại anh ta trước khi CM Punk vào cuối. Cena đã nhìn chằm chằm vào Punk trước khi ẩu đả với Rollins. Paul hạ gục cả hai người đàn ông và Punk thực hiện GTS vào Paul để loại anh ta. Cena và Punk thực hiện một cú Hart Attack vào Rollins. Cena bắt tay, và anh và Punk ôm nhau. Họ bắt đầu ẩu đả với Cena chiếm thế thượng phong với những động tác đặc trưng của mình. Sau đó, họ trao đổi đòn khóa siết trước khi Punk hạ gục Rollins bên ngoài võ đài. Cena phản đòn bằng đòn crossbody thành đòn Attitude Adjustment để gần như hạ gục đối thủ. Rollins đã ném Cena qua một buồng chứa trước khi chuyển sự chú ý của mình sang Punk. Sau khi họ trao đổi đòn kết liễu, Rollins đã bị loại sau một đòn GTS của Punk và một đòn Attitude Adjustment của Cena. Cena thực hiện một đòn Attitude Adjustment và Punk thực hiện một đòn GTS lên Cena, cả hai đều dẫn đến gần như hạ gục đối thủ. Cuối cùng, Rollins thực hiện một đòn Stomp lên Punk, cho phép Cena áp dụng STF lên Punk, người đã ngất đi, để giành trận tranh đai Undisputed WWE Championship tại WrestleMania 41.
Sau trận đấu, Rhodes xuất hiện và nhìn chằm chằm vào Cena. Travis Scott và The Rock sau đó xuất hiện, The Rock tham gia cùng Rhodes và Cena trên sàn đấu. The Rock muốn Rhodes' soul, nhưng Rhodes từ chối. Sau đó, The Rock ra hiệu cho Cena khi anh đang ôm Rhodes, và Cena tấn công Rhodes một cách hung dữ, khiến anh chảy máu ở mặt, trước khi đứng thẳng giơ cao chiếc đai, trở thành kẻ phản diện lần đầu tiên kể từ năm 2003.

## Kết quả
| #                                           | Kết quả                                                                                         | Thể loại | Thời gian |
| ------------------------------------------- | ----------------------------------------------------------------------------------------------- | --- | --------- |
| 1                                           | Bianca Belair đánh bại Alexa Bliss, Bayley, Liv Morgan, Naomi, và Roxanne Perez                 | Trận đấu Elimination Chamber nữ giành suất tham dự trận đấu tranh đai Women's World Championship tại WrestleMania 41   | 29:15     |
| 2                                           | Tiffany Stratton và Trish Stratus đánh bại Nia Jax và Candice LeRae bằng cách ghim              | Trận đấu đồng đội | 11:40     |
| 3                                           | Kevin Owens đánh bại Sami Zayn bằng cách ghim                                                   | Trận đấu Unsanctioned                                                                                                  | 27:35     |
| 4                                           | John Cena đánh bại CM Punk, Damian Priest, Drew McIntyre, Logan Paul, và Seth "Freakin" Rollins | Trận đấu Elimination Chamber nam giành suất tham dự trận đấu tranh đai Undisputed WWE Championship tại WrestleMania 41 | 32:40     |
| - (c) – chỉ người vô địch bước vào trận đấu |                                                                                                 | |           |

### Trận đấu Elimination Chamber nữ
| Bị loại     | Đô vật        | Vị trí | Bị loại bởi                | Đòn                          | Thời gian |
| ----------- | ------------- | ------ | -------------------------- | ---------------------------- | --------- |
| 1           | Naomi         | 1      | Không đủ điều kiện thi đấu | Bị tấn công bởi Jade Cargill | 0:00      |
| 2           | Bayley        | 5      | Liv Morgan                 | Ghim                         | 19:05     |
| 3           | Roxanne Perez | 4      | Alexa Bliss                | Ghim                         | 23:05     |
| 4           | Alexa Bliss   | 6      | Liv Morgan                 | Ghim                         | 25:35     |
| 5           | Liv Morgan    | 2      | Bianca Belair              | Ghim                         | 29:15     |
| Chiến thắng | Bianca Belair | 3      |                            |                              | 29:15     |

### Trận đấu Elimination Chamber nam
| Bị loại     | Đô vật                 | Vị trí | Bị loại bởi   | Đòn      | Thời gian |
| ----------- | ---------------------- | ------ | ------------- | -------- | --------- |
| 1           | Drew McIntyre          | 1      | Damian Priest | Ghim     | 13:10     |
| 2           | Damian Priest          | 3      | Logan Paul    | Ghim     | 14:25     |
| 3           | Logan Paul             | 4      | CM Punk       | Ghim     | 18:30     |
| 4           | Seth "Freakin" Rollins | 2      | CM Punk       | Ghim     | 30:00     |
| 5           | CM Punk                | 6      | John Cena     | Kỹ thuật | 32:40     |
| Chiến thắng | John Cena              | 5      |               |          | 32:40     |